# Аратинга зелений
Арати́нга зелений (Psittacara holochlorus) — вид папугоподібних птахів родини папугових (Psittacidae). Мешкає в Мексиці.

## Опис
Довжина птаха становить 32 см. Забарвлення переважно зелене, нижня частина тіла жовтувато-зелена.

## Підвиди
Виділяють два підвиди:
- P. h. brewsteri (Nelson, 1928) — гори північно-західної Мексики (Сонора, Сіналоа, Чіуауа);
- P. h. holochlorus (Sclater, PL, 1859) — східна і південна Мексика.

Сокорські, червоногорлі і гватемальські аратинги раніше вважалися підвидами зеленого аратинги, однак були визнані окремими видами.

## Поширення і екологія
Зелені аратинги живуть у вологих і сухих субтропічних лісах Мексики, зокрема в соснових лісах, трапляються на півдні Техасу в долині Ріо-Гранде. Зустрічаються зграями, на висоті до 2000 м над рівнем моря. Гніздяться в дуплах дерев або в тріщинах серед скель, в кладці 3-4 яйця.